# Euphoria (візуальна новела)
euphoria (яп. ユーフォリア, ю:форіа, укр. «ейфорія») — японська еротична візуальна новела 2011 року, створена студією ClockUp для Microsoft Windows.[⇨] Сюжет розповідає про групу учнів, які приходять до тями в невідомому приміщені та яких змушують взяти участь у «грі», що вимагає здійснення підлітками насильних дій, здебільшого з елементами приниження, сексуальним та фізичним насильством.[⇨] За відеогрою студією Magin створений аніме-серіал у форматі OVA, виданий у 2011—2016 роках.[⇨] Відеогра та аніме-серіал отримали змішані відгуки критиків.[⇨]

## Ігровий процес
Самі розробники визначають жанр гри як «Immoral hardcore ADV». У відеогрі є певний рівень налаштування показу окремих елементів, які можуть бути неприйнятними для деяких гравців. Після отримання гравцем хоча б однієї кінцівки стає доступною бонусна секція меню, у якій наявні розблоковані сцени, зображення та коментарі розробників.

## Сюжет
Кейсуке прокидається в кімнаті з білими внутрішніми стінами в невідомому приміщені. У такій же сусідній кімнаті він зустрічає 6 знайомих жінок: добру подругу дитинства та однокласницю Канае, відсторонену від інших однокласницю Нему, холодну дівчину із сусіднього класу Рінне, життєрадісну та нерішучу молодшу на рік ученицю Ріку, серйозну старосту класу Міяко та дбайливу вчительку англійської мови Аой. Потрапивши до головного залу, ув'язнені дізнаються, що для власного порятунку змушені взяти участь у «грі», яка складається з 5 етапів. Під час кожного з етапів Кейсуке необхідно вибрати одну дівчину, з якою вони разом повинні виконати низку умов. Здебільшого ці умови вимагають сексуальних контактів, включають елементи приниження та насильства. Міяко відмовляється брати в цьому участь, за що її на очах інших учасників страчують на електричному стільці. Втім, не брутальна страта лякає Кейсуке, а пробуджена в ньому прихована жага до насильства над іншими людьми. На жаль Кейсуке про його таємницю дізнається Нему, яка намагається шантажувати хлопця. Відеогра має декілька кінцівок для кожної з головних героїнь, а також кілька побічних та одну істинну кінцівку.

## Персонажі

### Протагоніст
Кейсуке Такато (яп. 高遠 恵輔, Такато: Кеісуке)
Головний герой, учень другого класу Академії Рокукейкан. Рішучий та часом жорстокий. Має приховані ненормальні сексуальні потяги та жагу до насильства, хоча й усвідомлює, що це неправильно. Понад усе хоче повернутися до колишнього звичайного життя. Після зустрічі з Нему в дитинстві спогади про неї були стерті організацією, а самого Кейсуке взяв на виховання один зі старих найманців організації, який помер до початку основних подій відеогри. Не має живих родичів чи опікунів, найдорожча для нього людина — подруга дитинства, Нему, спогади про яку були стерті та підмінені. Канае називає його «Кейчян».

### Головні герої
Нему Манака (яп. 真中 合歓, Манака Нему)
Сейю: Рамуне Аодзора
Однокласниця Кейсуке, яка завжди трималася осторонь від інших учнів. Спочатку постає як спостережлива та спокійна, а невдовзі як егоїстична, жорстока та така, що любить знущатися з інших людей. В істинній кінцівці з'ясовується, що Нему, а не Канае є справжньою подругою дитинства головного героя і задля порятунку Кейсуке вона погодилася взяти участь у «грі» Канае, за умовами якої Нему та Канае мінялися місцями, а пам'ять усіх інших учасників «гри» частково стиралася (за винятком Аой). Використовувалася як піддослідна у проекті створення «ейфорії», віртуальної симуляції для задоволення потреб таємної групи впливових осіб.
Канае Хокарі (яп. 帆刈 叶, Хокарі Канае)
Сейю: Хімарі
Однокласниця головного героя. Подруга дитинства Кейсуке. Спочатку постає як добра, самовіддана та рішуча. В істинній кінцівці з'ясовується справжня особистість Канае як працівниці організації та наглядачки за Нему, спогади Кейсуке про яку були майже повністю стерті. Тоді ж стають відомим її справжній характер — вона жорстка та любить знущатися з інших людей. Її матір також була членкинею організації, проте покинула організацію, викравши маленьку Нему та залишивши власну дочку. Наприкінці гри Канае повторює вчинок своєї матері — викрадає Нему і, захищаючи її, гине.
Рінне Бякуя (яп. 白夜 凛音, Бякуя Рінне)
Сейю: Мацурі Суґіхара
Учениця протилежного класу, член дисциплінарного комітету. Сувора, небагатослівна та рідко посміхається. Її матір, яка померла до початку основних подій відеогри, була очільницею культу. Рінне згодом також очолила культ.
Ріка Макіба (яп. 蒔羽 梨香, Макіба Ріка)
Сейю: Коноха
Учениця першого класу Академії Рокукейкан, член клубу астрономії, членами якого також є Кейсуке та Канае. Популярна серед однокласників, здебільшого життєрадісна, проте корислива, нерішуча та боягузлива, завжди покладається на інших.
Нацукі Аой (яп. 葵 菜月, Аоі Нацукі)
Сейю: Мей Місоноо
Нова вчителька англійської мови. Спочатку постає доброю, оптимістичною та дбайливою. В істинній кінцівці з'ясовується справжня особистість Аой як працівниці організації.

### Другорядні персонажі
Міяко Андо (яп. 安藤 都子, Андо: Міяко)
Сейю: Карін Адзума
Староста класу Кейсуке. Вимоглива та серйозна. Страчена на електричному стільці на початку подій відеогри за відмову брати участь у дійстві.

## Відеогра

### Історія створення
Відеогра створена японською компанією ClockUp. Сценарій написаний Ей Асоу та Бан'я Ідзумі. 19 травня 2011 року вийшла безкоштовна пробна версія гри.

### Вихід
Відеогра вийшла 24 червня 2011 року для Microsoft Windows. 26 жовтня 2012 року вийшла версія для Android. 25 квітня 2014 року вийшло оновлене видання гри із зображенням високої роздільної здатності. Англійською мовою видана компанією MangaGamer 27 листопада 2015 року для персональних комп'ютерів (Windows XP, Vista, 7, 8). Згодом MangaGamer випустила її англійською мовою для Android.

### Саундтрек
Саундтрек аніме-серіалу виданий в Японії 24 серпня 2018 року компанією musica-ef на CD під назвою «euphoria Original Soundtrack».
Автор музики Ічінорю Уехара. 
| #   | Назва                                                                         | Тривалість |
| --- | ----------------------------------------------------------------------------- | ---------- |
| 1.  | «Rakuen No Tobira» (楽園の扉)                                                 |            |
| 2.  | «Rakuen No Tobira (Acoustic Version)» (楽園の扉 (Acoustic Version))           |            |
| 3.  | «Fuon» (不穏)                                                                 |            |
| 4.  | «Kinchou» (緊張)                                                              |            |
| 5.  | «Shitsui» (失意)                                                              |            |
| 6.  | «Kyuusoku» (休息)                                                             |            |
| 7.  | «Shougeki» (衝撃)                                                             |            |
| 8.  | «Waruagaki» (悪あがき)                                                        |            |
| 9.  | «Hisou» (悲壮)                                                                |            |
| 10. | «Sekiryou» (寂寥)                                                             |            |
| 11. | «Kyouki» (狂気)                                                               |            |
| 12. | «Yoku» (欲)                                                                   |            |
| 13. | «Gyaku» (虐)                                                                  |            |
| 14. | «In» (淫)                                                                     |            |
| 15. | «Ketsumatsu» (結末)                                                           |            |
| 16. | «Shuusoku» (収束)                                                             |            |
| 17. | «Rakuen No Tobira (Instrumental)» (楽園の扉 (Instrumental))                   |            |
| 18. | «Rakuen No Tobira (Acoustic Instrumental)» (楽園の扉 (Acoustic Instrumental)) |            |

Також окремо 8 березня 2019 року на CD виданий сингл «euphoria Rakuen No Tobira» (яп. euphoria 楽園の扉, укр. «euphoria Двері Раю») у виконанні Рінґо Аоби, який використовується в серіалі як тематична композиція.
| #  | Назва                                                               | Тривалість |
| -- | ------------------------------------------------------------------- | ---------- |
| 1. | «Rakuen No Tobira» (楽園の扉)                                       |            |
| 2. | «Rakuen No Tobira (Acoustic Version)» (楽園の扉 (Acoustic Version)) |            |
| 3. | «Rakuen No Tobira (Instrumental)» (楽園の扉 (Instrumental))         |            |

## Аніме

### Історія створення
Однойменний OVA-серіал створений на основі відеогри студією Magin. Режисери — Куніо Аяно та Оджі Хакудаку, сценарист — Ромко Хачіте, дизайнер — Citizen, головний аніматор — Лі Мін Бае. Загалом має 6 серій, кожна тривалістю 29 хвилин. Аніме містить оголеність та сцени насильства.

### Показ та продажі
У 2011—2016 роках серіал видано в Японії на 6 DVD-томах. Перший том вийшов на DVD 22 грудня 2011 року, останній том з'явився на DVD 26 лютого 2016 року. HD-версії перших чотирьох серій окремо видані на 2 Blu-ray-дисках 26 вересня 2014 та 25 грудня 2015 відповідно. 29 грудня 2016 року на DVD-носіях вийшло повне видання аніме-серіалу.

### Список серій
Список серій аніме відповідно до даних сайту Getchu.com:
| №                                                                                               | Назва серії | Дата виходу       |
| ----------------------------------------------------------------------------------------------- | --- | ----------------- |
| 1                                                                                               | «Manaka Nemu Jigoku Shidō Hen» (真中合歓 地獄始動編) | 22 грудня 2011    |
| 2                                                                                               | «Hokari Kanae Rakuen Shūen Hen» (帆刈叶 楽園終焉編) | 30 березня 2012   |
| 3                                                                                               | «Byakuya Rinne Rinne Tensei Hen» (白夜凛音 輪廻転生編) | 27 червня 2014    |
| 4                                                                                               | «"Makiba Rika" "Aoi Natsuki" Yomigaeru Jigoku Ezu Hen» (『蒔羽梨香』『葵菜月』 蘇る地獄絵図編)                                                                  | 27 лютого 2015    |
| 5                                                                                               | «Chika no Senritsu GĒMU, Chijō no SUKATORO Jigoku. Warau Kuromaku wa...... Osananajimi!? Hen» (地下の戦慄ゲーム、地上のスカトロ地獄。笑う黒幕は……幼なじみ!?編)  | 27 листопада 2015 |
| Серія заснована на оригінальній істинній кінцівці.                                              | |                   |
| 6                                                                                               | «Mezasu Rakuen wa Shinsei naru Gishiki no Saki ni. Kyūseishu no Haha wa...... Byakuya Rinne!? Hen» (目指す楽園は神聖なる儀式の先に。救世主の母は……白夜凛音!?編) | 26 лютого 2016    |
| Серія заснована на руті Рінне Бякуї, проте кінцівка відрізняється від тієї, що була у відеогрі. | |                   |

## Ранобе
28 жовтня 2011 року за сюжетом оригінальної гри компанією Paradigm видане одним томом ранобе «euphoria ~another room~» об'ємом 265 сторінок, написане Ей Асоу та проілюстроване Шіґео Хамашімою.

## Сприйняття

### Відеогра
Відеогра вважається досить популярною у Японії, що прослідковується в тому, що навіть користовані диски коштують досить дорого, і що за відеогрою все ще після кількох років з моменту її виходу створювався аніме-серіал. Рецензент із сайту Capsule Computers поставив англомовному виданню гри оцінку 8 із 10, похваливши сюжет і музику та звернувши увагу на велику кількість еротичних сцен.

### Аніме-серіал
На думку авторів енциклопедії The Anime Encyclopedia початкові передумови аніме досить схожі на ті, що постають у манзі Gantz чи серії фільмів Пила. Оглядач японського сайту otapol.com похвалив гарну якість анімації, проте звернув увагу на брак опису характерів персонажів, зробивши висновок, що, щоб зрозуміти сюжет, глядач повинен бути знайомий з оригінальною відеогрою. У другому огляді цього ж сайту зазначається, що еротичні сцени в аніме досить високої якості, проте серіал є більш стислим, ніж відеогра, але і аніме, і відеогра названі рецензентом дуже «божевільними».

#### Книги
- Clements, J.; McCarthy, H. (2015). The Anime Encyclopedia: A Century of Japanese Animation. № 3rd Revised Edition. Berkeley, CA: Stone Bridge Press. ISBN 978-1611720181. (англ.)